# Ralf Wienrich

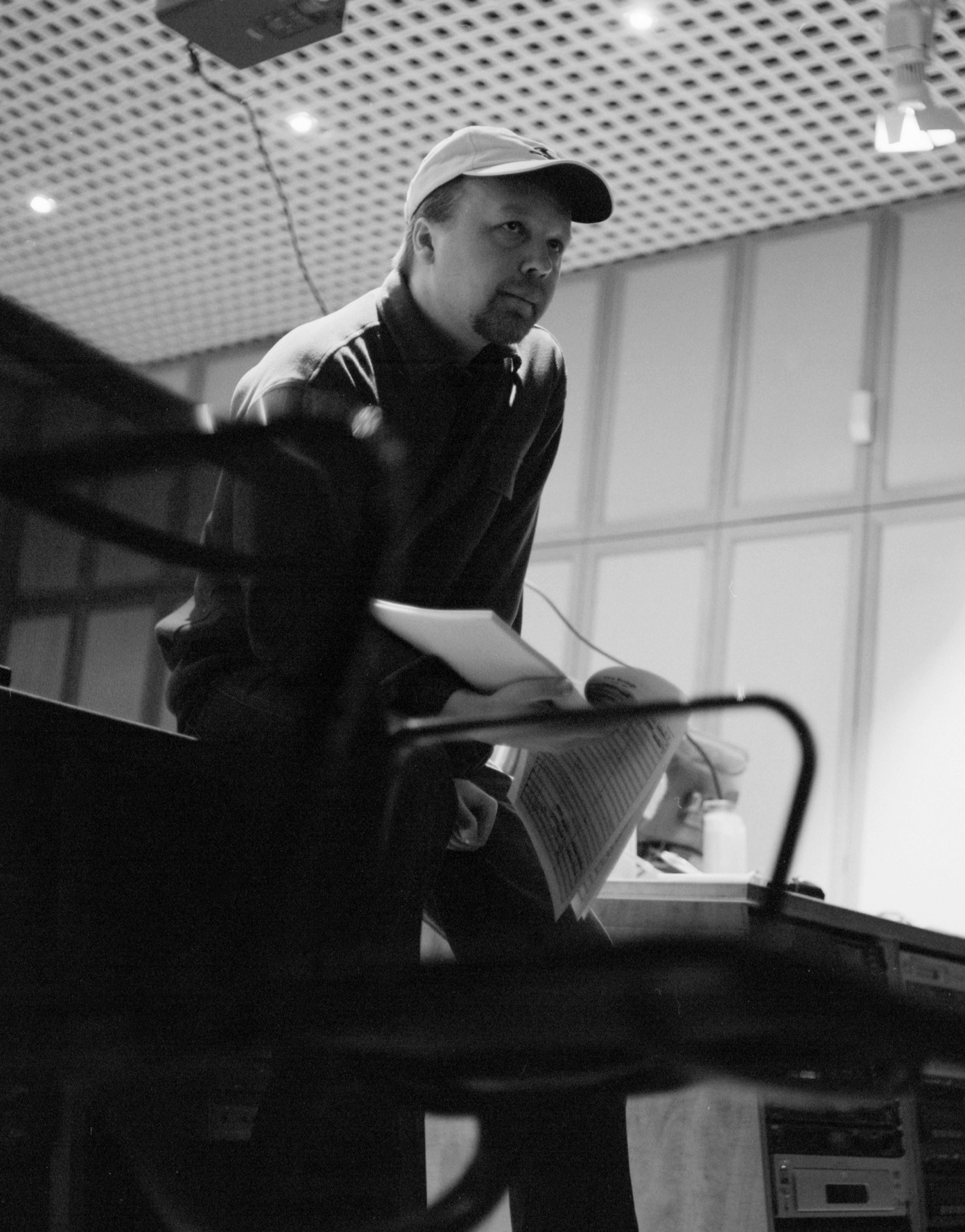
Ralf Wienrich 2002 während einer Produktion mit dem Deutschen Filmorchester Babelsberg in Berlin

Ralf Wienrich (* 1967 in Dresden) ist ein deutscher Komponist und Musikproduzent.

## Biografie
Ralf Wienrich studierte Komposition und Klavier an der Hochschule für Musik Franz Liszt Weimar bei Wolf-Günter Leidel und anschließend Filmmusik an der Filmakademie Baden-Württemberg bei Cong Su. Während des Studiums widmete er sich hauptsächlich der Komposition und Orchestration für sinfonische Besetzungen, was sich u. a. in seiner Bearbeitung von Puccinis Operneinakter Suor Angelica für Kammerorchester und der sinfonischen Dichtung Eine Pilgerfahrt zeigt (beides in Weimar aufgeführt). Bereits für seine erste Filmmusik zum Kurzfilm Das Leben danach – Himmlische Aussichten wurde er mit dem Rolf-Hans Müller Preis für Filmmusik ausgezeichnet. Die Komödie Rochade, eine weitere Zusammenarbeit mit Regisseur Thorsten Schmidt, erhielt 1998 den Student Academy Award in der Kategorie „Bester ausländischer Film“.
In den ersten Jahren nach dem Studium orientierte er sich an dem, was oft als Hollywood Sound bezeichnet wird, einer Musik für opulent besetztes Orchester, beeinflusst von Spätromantik, Impressionismus und Klassischer Moderne. Dies kommt besonders in seinen Arbeiten zu Detlev Bucks Liebe deine Nächste!, der irischen Produktion Love & Rage sowie dem von Volker Engel produzierten amerikanischen Abenteuerfilm Coronado zum Ausdruck.
1999 spielte Till Brönner seine mit Elementen des Modern Jazz durchsetzte Musik zum Film Mein Bruder, der Idiot ein. Dies war die erste Zusammenarbeit mit Regisseur Kai Wessel, welche in den folgenden Jahren immer wieder zu ungewöhnlichen Musikkonzepten führte. Zum Beispiel bei der zwischen Zirkusfanfaren und Melodram changierenden Kammermusik zu Goebbels und Geduldig (eingespielt vom ensemble KONTRASTE unter Frank Strobel), der mit dem Deutschen Filmorchester Babelsberg aufgenommenen neoimpressionistischen Musik zum Film Leben wäre schön oder auch der einzig auf einer Zither realisierten Musik zu Alles Liebe (interpretiert von Georg Glasl).
Ab 2002 setzte, nicht zuletzt unter dem ästhetischen und ökonomischen Druck der allgegenwärtigen Digitalisierung, eine Abwendung von rein orchestralen Studioproduktionen ein, in deren Folge er immer häufiger Techniken des Sounddesign mit denen des traditionellen Komponierens mischte.
Im Oktober 2004 schrieb und produzierte er die Musik zur ZDF-Produktion LiveMovie – Feuer in der Nacht, einem mit 18 Kameras an verschiedenen Drehorten in Echtzeit erzählten Fernsehspiel. Er vertonte mehrere Folgen der bei Publikum und Kritik beliebten Reihen Bella Block (u. a. mit den Regisseuren Christian von Castelberg und Rainer Kaufmann) sowie Spreewaldkrimi (u. a. mit den Regisseuren Thomas Roth und Roland Suso Richter). Für drei dieser Folgen wurde er zweimal für den Deutschen Fernsehpreis nominiert.
2014 erhielt er den Preis der Deutschen Akademie für Fernsehen für seine Musik zum Film Spreewaldkrimi – Mörderische Hitze. Am Beginn ihrer Beziehung singt Irene ihrem Geliebten Gottfried das sorbische Volkslied Schylila jo se jarobinka. Ralf Wienrich greift dieses Lied in der Filmmusik auf, um es parallel zum ökonomischen,
psychischen und schließlich seelischen Niedergang der Hauptfigur einer adäquaten Metamorphose zu unterziehen. Erklingt es in der anfänglichen Liebesszene noch rein und unbedarft, in seiner ursprünglichen Tonalität, wird es nach und nach in immer dunkler werdenden Kirchentonarten dekliniert, um sich am Ende, kaum noch erkennbar, in Oliver Messieans begrenzt transponierbaren Skalen aufzulösen. Dieser Film über das unaufhaltsame Irrewerden eines ostdeutschen Modernisierungsverlierers erreichte trotz seiner gewagt verschachtelten Erzählweise bei der
Erstausstrahlung 6,3 Millionen Zuschauer und hat zahlreiche Nominierungen und Preise erhalten.
2005 erhielt er den Auftrag, eine Orchestermusik zur offiziellen Feier des Tages der Deutschen Einheit zu komponieren. Er ist Mitglied der Deutschen Filmakademie.

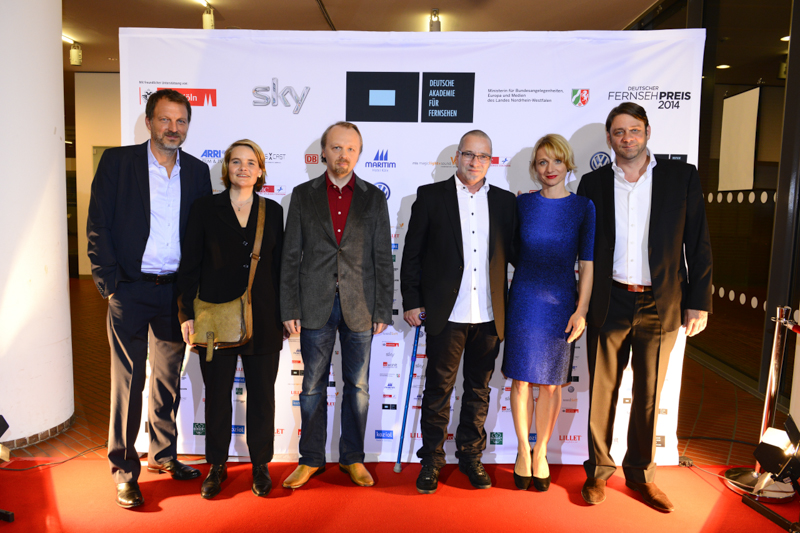
2014 bei der Preisverleihung der Deutschen Akademie für Fernsehen

## Filmografie (Auswahl)
| Jahr | Titel                                         | Regisseur                       | Produktion                     | Bemerkung                                                                            |
| ---- | --------------------------------------------- | ------------------------------- | ------------------------------ | ------------------------------------------------------------------------------------ |
| 1995 | Das Leben danach – Himmlische Aussichten      | Thorsten Schmidt, Jörg Lühdorff | Filmakademie Baden-Württemberg | Deutsches Filmorchester Babelsberg                                                   |
| 1997 | Rochade                                       | Thorsten Schmidt                | Filmakademie Baden-Württemberg | Deutsches Filmorchester Babelsberg                                                   |
| 1998 | Zita – Geschichten über Todsünden             | Christian Wagner                | Filmakademie Baden-Württemberg |                                                                                      |
| 1998 | Misguided Angel                               | Stefan Jäger                    | handsUP! Film Production       | Carsten Hennig (Mitautor), Deutsches Filmorchester Babelsberg                        |
| 1998 | Kidnapping Mom & Dad                          | Kai Wessel                      | ProSieben                      | Deutsches Filmorchester Babelsberg                                                   |
| 1998 | Liebe deine Nächste!                          | Detlev Buck                     | Boje Buck Produktion           | Stefan Fischer (Mitautor), Deutsches Filmorchester Babelsberg                        |
| 1999 | Tödliche Schatten                             | Diethard Klante                 | ARD/SWR                        | Deutsches Filmorchester Babelsberg                                                   |
| 1999 | Schnee in der Neujahrsnacht                   | Thorsten Schmidt                | UFA, Buena Vista Pictures      | Deutsches Filmorchester Babelsberg                                                   |
| 2000 | Sind Sie Luigi?                               | Stephan Brüggenthies            | Moving Records                 |                                                                                      |
| 2000 | Mein Bruder, der Idiot                        | Kai Wessel                      | ZDF                            | Till Brönner (Trompete), Matthias Bätzel (Piano), Manfred Bründl (Bass)              |
| 2000 | Love & Rage                                   | Cathal Black                    | J&M Entertainment              | Deutsches Filmorchester Babelsberg                                                   |
| 2000 | Hat er Arbeit?                                | Kai Wessel                      | ZDF                            | Deutsches Filmorchester Babelsberg                                                   |
| 2001 | Im Namen der Gerechtigkeit                    | Stefan Jäger                    | Zodiac Pictures International  | Sebastian Krahnert (Dirigent), Deutsche Staatsphilharmonie Rheinland-Pfalz           |
| 2002 | Goebbels und Geduldig                         | Kai Wessel                      | ARD/SWR                        | ensemble KONTRASTE, Frank Strobel (Dirigent)                                         |
| 2003 | Coronado                                      | Claudio Fäh                     | Uncharted Territory            | Deutsches Filmorchester Babelsberg                                                   |
| 2003 | Die Frau des Architekten                      | Diethard Klante                 | ARD/MDR                        | Markus Stockhausen (Trompete), Deutsches Filmorchester Babelsberg                    |
| 2003 | Leben wäre schön                              | Kai Wessel                      | ARD/BR                         | Deutsches Filmorchester Babelsberg                                                   |
| 2004 | Bella Block: Die Freiheit der Wölfe           | Christian von Castelberg        | ZDF                            | Deutsches Filmorchester Babelsberg                                                   |
| 2004 | Livemovie – Feuer in der Nacht                | Kai Wessel                      | ZDF                            |                                                                                      |
| 2005 | Die glücklichsten Menschen der Welt           | Shaheen Dill-Riaz               | ZDF                            |                                                                                      |
| 2005 | Bella Block: Die Frau des Teppichlegers       | Kai Wessel                      | ZDF                            | Deutsches Filmorchester Babelsberg                                                   |
| 2006 | Das Geheimnis im Moor                         | Kai Wessel                      | ZDF                            |                                                                                      |
| 2006 | Bella Block: Das Glück der Anderen            | Christian von Castelberg        | ZDF                            |                                                                                      |
| 2006 | Bella Block: Blackout                         | Rainer Kaufmann                 | ZDF                            | Sebastian Studnitzky (Trompete)                                                      |
| 2007 | Der geheimnisvolle Schatz von Troja           | Dror Zahavi                     | Sat.1                          | Jörg Lemberg (Mitautor), Eckart Gadow (Mitautor), Deutsches Filmorchester Babelsberg |
| 2007 | Duell in der Nacht                            | Matti Geschonneck               | ZDF                            | Sebastian Studnitzky (Trompete)                                                      |
| 2008 | Im Gehege                                     | Kai Wessel                      | ZDF                            |                                                                                      |
| 2008 | Braams – Kein Mord ohne Leiche                | Sven Taddicken                  | ZDF                            |                                                                                      |
| 2010 | Alles Liebe                                   | Kai Wessel                      | ARD/BR                         | Georg Glasl (Zither)                                                                 |
| 2010 | Der Uranberg                                  | Dror Zahavi                     | ARD/MDR                        | Jörg Lemberg (Mitautor), Deutsches Filmorchester Babelsberg                          |
| 2011 | Spreewaldkrimi – Die Tränen der Fische        | Thomas Roth                     | ZDF                            |                                                                                      |
| 2011 | Polizeiruf 110: ...und raus bist du!          | Christian von Castelberg        | ARD/NDR                        | Eckart Gadow (Mitautor)                                                              |
| 2012 | Mord in Ludwigslust                           | Kai Wessel                      | ZDF                            | Deutsches Filmorchester Babelsberg                                                   |
| 2012 | Polizeiruf 110 – Einer trage des anderen Last | Christian von Castelberg        | ARD/NDR                        | Eckart Gadow (Mitautor)                                                              |
| 2012 | Lena Fauch und die Tochter des Amokläufers    | Kai Wessel                      | ZDF                            | Eckart Gadow (Mitautor)                                                              |
| 2012 | Spreewaldkrimi – Feuerengel                   | Roland Suso Richter             | ZDF                            |                                                                                      |
| 2013 | Lena Fauch – Gefährliches Schweigen           | Johannes Fabrick                | ZDF                            | Eckart Gadow (Mitautor)                                                              |
| 2014 | Spreewaldkrimi – Mörderische Hitze            | Kai Wessel                      | ZDF                            | Deutsches Filmorchester Babelsberg                                                   |
| 2014 | Die Toten von Hameln                          | Christian von Castelberg        | ZDF                            |                                                                                      |
| 2014 | Lena Fauch – Vergebung oder Rache             | Johannes Fabrick                | ZDF                            | Eckart Gadow (Mitautor)                                                              |
| 2015 | Pampa Blues                                   | Kai Wessel                      | ARD/SWR                        | Titus Wolfe (Mitautor, Gesang, Gitarre)                                              |
| 2015 | Frau Roggenschaubs Reise                      | Kai Wessel                      | ZDF                            | Giovanni Weiss (Mitautor, Gitarre), Deutsches Filmorchester Babelsberg               |
| 2015 | Lena Fauch – Du sollst nicht töten            | Martin Weinhart                 | ZDF                            |                                                                                      |
| 2016 | Power to Change – Die EnergieRebellion        | Carl-A. Fechner                 | fechnerMEDIA                   | Prager Symphonieorchester, Eckart Gadow (Mitautor)                                   |
| 2017 | Spreewaldkrimi – Zwischen Tod und Leben       | Kai Wessel                      | ZDF                            | Deutsches Filmorchester Babelsberg                                                   |

## Diskografie (Auswahl)

### CDs
- 1998: Liebe deine Nächste! – Motor Music/Boje Buck
- 2004: Coronado – Jerktone Music
- 2015: Pampa Blues – Score And More Music
- 2017: Spreewaldkrimi – Die Filmmusiken – Alhambra Records
- 2017: Spreewaldkrimi – Die Filmmusiken Vol. 2 – Zwischen Tod und Leben – Alhambra Records

### DVDs
- 1998: Liebe deine Nächste!
- 2002: Kidnapping Mom & Dad
- 2002: Schnee in der Neujahrsnacht
- 2004: Coronado
- 2005: Im Namen der Gerechtigkeit – White Fear
- 2007: Der geheimnisvolle Schatz von Troja
- 2008: Love & Rage
- 2008: Duell in der Nacht (Süddeutsche Zeitung Cinemathek Thriller 6)
- 2010: Leben wäre schön (Brigitte Film Edition Starke Frauen)
- 2010: Das Geheimnis im Moor (Spreewaldkrimis Collection 1)
- 2011: Bella Block – Die Freiheit der Wölfe (Bella Block Vol.2)
- 2013: Die Frau des Architekten
- 2015: Spreewaldkrimis (Folgen 1–7)
- 2015: Lena Fauch (Folgen 1–3)
- 2015: Goebbels und Geduldig
- 2015: Pampa Blues
- 2018: Spreewaldkrimis (Folgen 8–10)

## Auszeichnungen
- 1994–96: Graduiertenstipendium der Hochschule für Musik Franz Liszt Weimar
- 1996: Rolf-Hans Müller Preis für Filmmusik für Das Leben danach – Himmlische Aussichten
- 1998: Student Academy Award für Rochade (Bester ausländischer Film)
- 1998: Das Goldene Einhorn des Alpinale Kurzfilmfestival für Rochade (Bester Film)
- 1999: Nominierung Großer Preis des Fantasporto für Misguided Angel (Bester Film)
- 1999: Biberacher Filmfestspiele – Preis der C.I.C.A.E. für Schnee in der Neujahrsnacht
- 1999: Großer Preis des Figueira da Foz International Film Festival für Sind Sie Luigi? (Bester Film)
- 2000: Nominierung Grimme-Preis für Tödliche Schatten (Fiktion und Unterhaltung)
- 2002: Nominierung Grimme-Preis für Hat Er Arbeit? (Fiktion und Unterhaltung)
- 2004: Grimme-Preis für Leben wäre schön (Fiktion und Unterhaltung)
- 2005: Nominierung Deutscher Fernsehpreis für Bella Block – Die Freiheit der Wölfe (Beste Musik)
- 2005: Nominierung Deutscher Fernsehpreis für Bella Block – Die Freiheit der Wölfe (Beste Krimi-Reihe)
- 2006: Nominierung Grimme-Preis für Bella Block – Die Frau des Teppichlegers (Fiktion und Unterhaltung)
- 2006: Deutscher Fernsehkrimipreis für Bella Block – Das Glück der Anderen (Hauptpreis)
- 2007: Nominierung Deutscher Fernsehpreis für Bella Block – Blackout sowie Das Geheimnis im Moor (Beste Musik)
- 2008: Nominierung Grimme-Preis für Duell in der Nacht (Fiktion und Unterhaltung)
- 2008: Deutscher Fernsehkrimipreis für Duell in der Nacht (Hauptpreis)
- 2014: Nominierung Deutscher Filmmusikpreis für Spreewaldkrimi – Mörderische Hitze
- 2014: Preis der Deutschen Akademie für Fernsehen für Spreewaldkrimi – Mörderische Hitze (Beste Musik)
- 2014: Nominierung Deutscher Fernsehpreis für Spreewaldkrimi – Mörderische Hitze (Bester Film)
- 2015: Nominierung Grimme-Preis für Spreewaldkrimi – Mörderische Hitze (Fiktion und Unterhaltung)
- 2015: Nominierung Deutscher Musikautorenpreis (Komposition audiovisueller Medien)
- 2015: Nominierung Deutscher Filmmusikpreis für Pampa Blues (Bester Song, Mitautor Titus Wolfe)
- 2018: Deutscher Filmmusikpreis – Auszeichnung in der Kategorie Beste Musik im Film für Spreewaldkrimi: Zwischen Tod und Leben[5][6]
- 2019: Deutscher Musikautorenpreis in der Kategorie Komposition Audiovisuelle Medien
- 2021: Preis der Deutschen Akademie für Fernsehen in der Kategorie Musik für Spreewaldkrimi – Totentanz